# Tự đảo chính

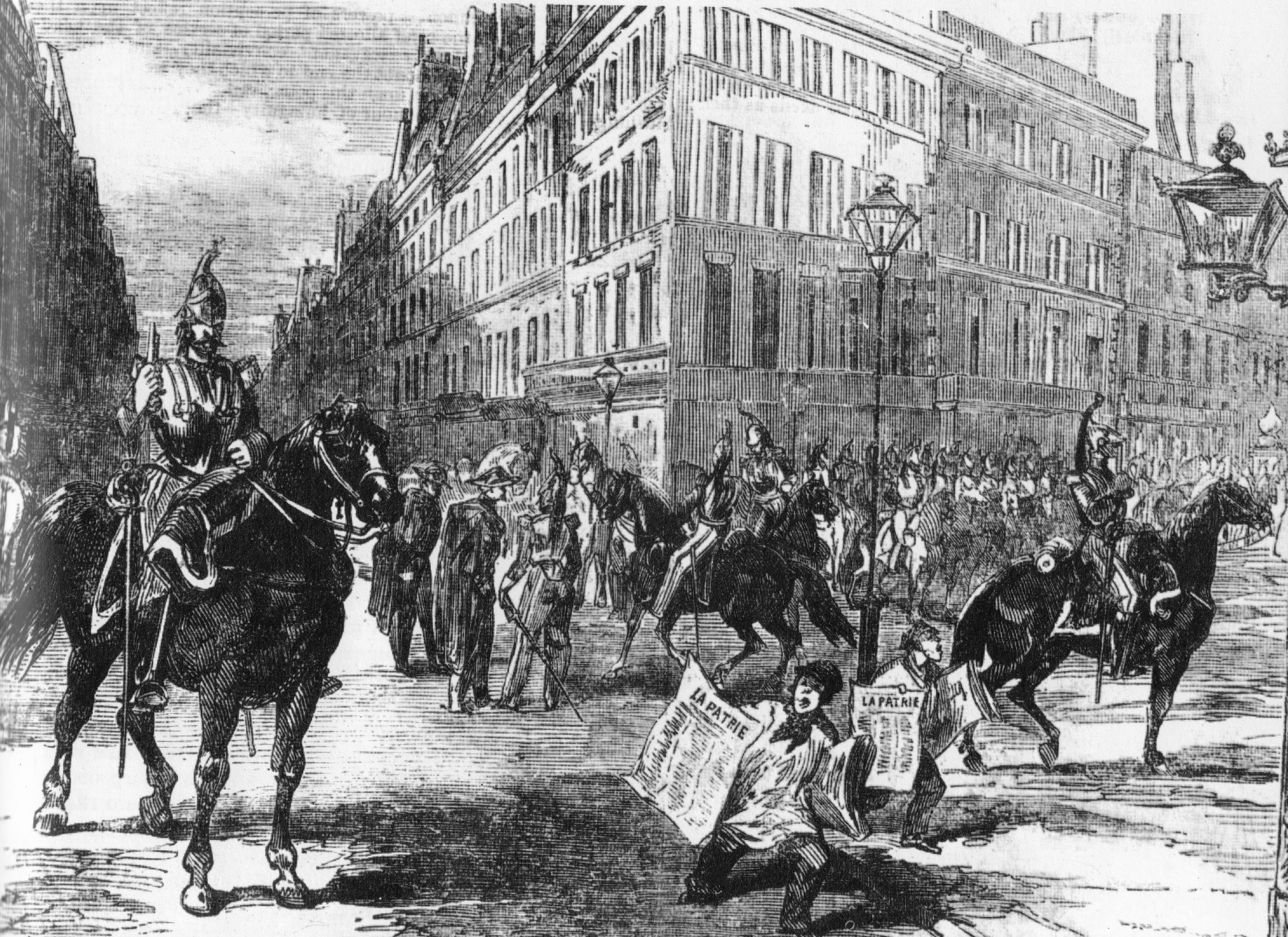
Kỵ binh trên đường phố Paris trong cuộc đảo chính ở Pháp năm 1851, khi Tổng thống được bầu lên qua con đường dân chủ Louis-Napoléon Bonaparte độc chiếm quyền lực, và sau đó một năm lên ngôi Hoàng đế Pháp.

Tự đảo chính là một hình thức đảo chính theo đó người đứng đầu một quốc gia, khi đã nắm quyền bằng cách thức hợp pháp, cố gắng duy trì quyền lực một cách bất hợp pháp. Người này có thể giải tán hoặc vô hiệu hóa cơ quan lập pháp quốc gia và thu lấy các quyền vốn không được trao cho mình trong những trường hợp thông thường. Các biện pháp khác có thể gồm bãi bỏ hiến pháp, đình chỉ hệ thống tòa án dân sự, và để người đứng đầu chính phủ độc chiếm quyền lực.
Từ năm 1946 đến năm 2022, ước tính có khoảng 148 nỗ lực tự đảo chính đã diễn ra, 110 trong số đó ở các nền chuyên quyền và 38 ở các nền dân chủ.

## Các sự kiện đáng chú ý được mô tả là các cuộc tự đảo chính
- Cộng hòa La Mã: Julius Caesar (Tháng 02 năm 44 TCN; khi tuyên bố là Độc tài trọn đời - Dictator perpetuo)[cần dẫn nguồn]
- Thụy Điển: Vua Gustavus III (Ngày 19 tháng 8 năm 1772)[cần dẫn nguồn]
- Pháp: Tổng thống Louis-Napoléon Bonaparte (Ngày 2 tháng 12 năm 1851)[4]
- Bulgaria: Thân vương Alexander của Battenberg (Ngày 27 tháng 4 năm 1881)[cần dẫn nguồn]
- Uruguay: Tổng thống Juan Lindolfo Cuestas (Ngày 10 tháng 2 năm 1898)[5]
- Áo: Thủ tướng Engelbert Dollfuss (Ngày 1 tháng 5 năm 1933)[6]
- Đức: Thủ tướng Adolf Hitler (Ngày 23 tháng 3 năm 1933/Ngày 02 tháng 8 năm 1934)[4][7]
- Uruguay: Tổng thống Gabriel Terra (Ngày 31 tháng 3 năm 1933)[8]
- Estonia: Thủ tướng kiêm Quốc lão Konstantin Päts (Ngày 12 tháng 3 năm 1934)[9]
- Latvia: Thủ tướng Karlis Ulmanis (Ngày 15–16 tháng 5 năm 1934)[cần dẫn nguồn]
- Hy Lạp: Thủ tướng Ioannis Metaxas (Ngày 4 tháng 8 năm 1936)[cần dẫn nguồn]
- Brasil: Tổng thống Getúlio Vargas (Ngày 10 tháng 11 năm 1937)[cần dẫn nguồn]
- Paraguay: Tổng thống Higinio Morínigo (Ngày 30 tháng 11 năm 1940) [cần dẫn nguồn]
- România: Vua Michael I của România (Ngày 23 tháng 8 năm 1944)[10]
- Bolivia: Tổng thống Mamerto Urriolagoitía (Ngày 16 tháng 5 năm 1951)[11]
- Indonesia: Tổng thống Sukarno (Ngày 05 tháng 7 năm 1959)[12]
- Thái Lan: Thủ tướng Thanom Kittikachorn (Ngày 17 tháng 11 năm 1971)[cần dẫn nguồn]
- Philippines: Tổng thống Ferdinand Marcos (Ngày 23 tháng 9 năm 1972)[4][13]
- Hàn Quốc: Tổng thống Park Chung-hee (Ngày 17 tháng 10 năm 1972)[14]
- Uruguay: Tổng thống Juan María Bordaberry (Ngày 27 tháng 6 năm 1973)[1]
- Trung Quốc: Thủ tướng Hoa Quốc Phong (Ngày 6 tháng 10 năm 1976)[cần dẫn nguồn]
- Thái Lan: Thủ tướng Kriangsak Chamanan (Ngày 10 tháng 11 năm 1977)[cần dẫn nguồn]
- Peru: Tổng thống Alberto Fujimori (Ngày 5 tháng 4 năm 1992)[15]
- Nga: Tổng thống Boris Yeltsin (Ngày 21 tháng 9 năm 1993)[16][17][18][19]
- Campuchia: Thủ tướng Hun Sen (Tháng 7 năm 1997)[20][21]
- Venezuela: Tổng thống Nicolás Maduro (Ngày 29 tháng 3 năm 2017)[22]
- Peru: Tổng thống Nicolás Maduro (Ngày 29 tháng 3 năm 2017)[23][24][25]
- Malaysia: Thủ tướng Muhyiddin Yassin (Ngày 29 tháng 02 năm 2020)[26]
- Nga: Tổng thống Vladimir Putin (Ngày 4 tháng 7 năm 2020)[27][28][29]
- El Salvador: Tổng thống Nayib Bukele (Ngày 1 tháng 5 năm 2021)[30]
- Tunisia: Tổng thống Kais Saied (Ngày 25 tháng 7 năm 2021)[31][32][33]
- Sudan: Chủ tịch Hội đồng Chủ quyền Abdel Fattah al-Burhan (Ngày 25 tháng 10 năm 2021)[34]

## Các sự kiện đáng chú ý được mô tả là những nỗ lực tự đảo chính
- Guatemala: Tổng thống Jorge Serrano Elías (Ngày 25 tháng 5 – Ngày 5 tháng 6, năm 1993)[35]
- Indonesia: Tổng thống Abdurrahman Wahid (Ngày 1–25 tháng 7 năm 2001)[36]
- Malaysia: Thủ tướng Mahathir Mohamad (Ngày 23 tháng 2 – Ngày 1 tháng 3, năm 2020)[37]
- Hoa Kỳ: Tổng thống Donald Trump (Ngày 6 tháng 1 năm 2021)[38]
- Peru: Tổng thống Pedro Castillo (Ngày 7 tháng 12 năm 2022)
- Brasil: Tổng thống Jair Bolsonaro (Ngày 30 tháng 10 năm 2022 – Ngày 31 tháng 12 năm 2022; sau khi thất cử)[39][40]
- Israel: Thủ tướng Benjamin Netanyahu (Sự kiện đang diễn ra, từ khi nhậm chức vào ngày 29 tháng 12 năm 2022)[41][42][43][44][45][46][47]
- Hàn Quốc: Tổng thống Yoon Suk Yeol (Ngày 3 tháng 12 – Ngày 4 tháng 12 năm 2024)[48][49]